# 신일전자
신일전자 주식회사(信一電子, Shinil Electronics Co., Ltd. 한국: 002700)는 대한민국의 가정용 전기 기기 제조 기업이다. 본사는 충청남도 천안시 서북구 입장면 가산리에 있으며, 서울사무소는 서울특별시 영등포구 양평동5가에 있다.
1959년 7월 14일에 설립했으며, 1964년에 처음으로 소형 모터를 자체개발하여 모터 제조사로 출발했다. 선풍기가 주력 상품이며, 1967년부터 선풍기 생산을 시작한 이래 2013년 3/4분기 기준 대한민국 선풍기 시장 점유율 35%로 1위를 차지하고 있다. 또한 신일산업의 선풍기는 금성사에도 OEM으로 공급된 적이 있다. 선풍기 외에는 환풍기 등도 생산하고 있으며, 한때는 세탁기도 생산한 적이 있다.
2020년 3월 30일에 열린 주주총회에서 사명 개칭이 의결됨에 따라, 신일산업에서 신일전자로 사명을 변경했다.

## 연혁
- 1959년 7월: 신일산업주식회사 설립(대표 김덕현).
- 1964년: 소형 전동기 개발
- 1967년 3월: 교류 전동기 및 응용 전기기구 제조 허가[3], 서울특별시 성북구 공릉동(현 노원구)에 공장 준공.
- 1975년 9월: 증권거래소 주식 상장
- 1975년 12월: 선풍기 KS표시 허가[4].
- 1978년 11월: 경기도 화성군 반월면 사사리(현 안산시 상록구 사사동, 안산테콤단지 자리)에 공장 준공, 본사 이전[5].
- 1982년 9월: 신일선풍기가 미국의 글로벌안전과학회사 UL마크 획득[6].
- 1983년 10월: 자동온도조절식 온풍기 신일VIP 써니히터 출시
- 1984년 4월: 상하좌우회전식 선풍기인 신일입체회전선풍기 출시
- 1986년 11월: 일본 도시바와의 기술 제휴로 전기밥솥 실키펄 출시
- 1991년 5월: 신일산업 CI 변경
- 1991년 7월: 신일선풍기 연 생산 155만 대 돌파
- 1992년 6월: 자동펌프 출시
- 2004년 4월: 본사를 경기도 화성시 양감면으로 이전.
- 2005년 4월: 중국 산둥성 칭다오시에 현지공장 준공.
- 2006년 3월: 기술혁신형 중소기업 선정.
- 2007년: 전문경영인 송권영 대표이사 부회장 취임.
- 2014년 2월: 충청남도 천안시 서북구 입장면 가산리에 신 공장 준공.
- 2016년 2월: 2017년 대한민국혁신대상수상 (물걸레 스팀 청소기)
- 2016년 3월: KS 제품 품질 우수 1위기업 - 11년 연속 수상
- 2017년 5월: 펫 가전 브랜드 퍼비 런칭
- 2019년 4월: 창립 60주년 맞이해 CI 교체
- 2020년 2월: 김형섭 집행위원 취임.
- 2020년 3월: 주주총회를 통해 기존 사명을 "신일산업주식회사"에서 "신일전자주식회사"로 변경
- 2020년 4월: 현재는 새 CI 교체
- 2020년 7월: 양평동5가 신 사옥 준공[7]

## 주요 제품
- 선풍기
- 에어 서큘레이터
- 창문형 에어컨
- 환풍기
- 연료히터
- 전기히터
- 전기밥솥
- 공기청정기
- 전기오븐
- 제습기
- 펫 가전 : 퍼비 (Furby)

## 같이 보기
- 한일전기